# 大分県立別府羽室台高等学校
大分県立別府羽室台高等学校（おおいたけんりつ べっぷはむろだいこうとうがっこう）は、かつて大分県別府市野田にあった県立高等学校。統合により2017年に閉校となった。略称は「羽室」。

## 設置学科
- 全日制課程
  - 普通科
  - 外国語科 (SELHi)

## 高校再編
2008年（平成20年）1月9日に大分県教育委員会が公表した2010 - 2014年度の後期高校再編計画の検討素案においては、本校と別府青山高校とを統合し、新たな高校を別府青山高校の敷地に設けることが提案された。同年8月27日に県教委が決定した最終案では、本校および別府青山高校に加えて、別府市立別府商業高校を県立高校に移管した上、3校で統合を行うこととなった。
新設校は、2015年（平成27年）4月に、別府青山高校及び同校と隣接している別府商業高校両校の敷地に開校した。普通科4学級、商業科3学級、グローバルコミュニケーション科1学級の計3学科8学級が設置されている。名称は、「別府翔青」、「別府総合」、「別府希望ケ丘」の3案の中から大分県立別府翔青高等学校が選ばれている。「翔青」の「翔」には「羽室台」の「羽」が含まれていて、読みは「別府商業」の「商」と同じであり、また、「青」は「青山」の1字である。
2017年（平成29年）3月31日、最後の生徒である第32期生98人の正式な卒業を以って、本校は閉校した。卒業生の総数は6,808人。
2023年（令和5年）、大分県教育委員会は同高跡地に大分県立南石垣支援学校を移転させる方針を決定した。

## 著名な出身者
- 大塚明 - 元プロ野球選手、千葉ロッテマリーンズコーチ[7]
- 長野恭紘 - 別府市長[7]
- 前田亜紀 - テレビディレクター、ドキュメンタリー映画監督